# Cephaloscyllium maculatum
Cephaloscyllium maculatum  (лат.) — один из видов рода головастых акул, семейство кошачьих акул (Scyliorhinidae).

## Таксономия
Единственный известный экземпляр Cephaloscyllium maculatum был пойман 3 апреля 2008 года у берегов Су-ао (Тайвань). Он описан в международном научном журнале «Zootaxa». Видовое название лат. maculatum означает «пятнистый».

## Описание
Голотип имел в длину 18,8 см и представлял собой неполовозрелого самца. Это акула со стройным телом с короткой, широкой и приплюснутой головой. Морда широкая и закруглённая. Ноздри окружены треугольными складками кожи. Маленькие овальные глаза похожи на кошачьи. Рот довольно мал, борозды по углам рта отсутствуют. Во рту имеются 48 верхних и 52 нижних зубных рядов. Зубы очень маленькие, с центральным выступом и парой латеральный зубцов. Пять пар жаберных щелей очень короткие.
Первый спинной плавник маленький, хотя немного больше второго. Его основание лежит за серединой основания брюшных плавников. Грудные плавники крупные и широкие. Анальный плавник крупнее обоих спинных плавников. Широкий хвостовой плавник имеет глубокую вентральную выемку у кончика верхней лопасти. Кожа толстая, покрыта плакоидными чешуйками. Неполовозрелый голотип был бежево-коричневого цвета, спину покрывали тёмные пятна неправильной формы. Брюхо бледнее и без отметин.

## Биология и экология
Подобно прочим головастым акулам австралийские головастые акулы способны накачиваться водой или воздухом, будучи вытащенными из воды, и раздуваться в случае опасности; таким способом они расклиниваются в щелях, не позволяя себя схватить, и даже отпугивают хищника.